# Coverity Static Analysis

Coverity Logo

Coverity Static Analysis (vormals Coverity Prevent) ist eine kommerzielle, proprietäre Software des seit Februar 2014 zu Synopsys gehörenden US-amerikanischen Softwareherstellers Coverity, Inc. zur statischen Code-Analyse von C-, C++-, C#- und Java-Quelltext. Damit können unter anderem Wettlaufsituationen (Race Conditions) und Speicherlecks entdeckt werden.

## Entwicklung
Die Entwicklung der Software geht auf den an der Stanford University entwickelten Stanford Checker zurück.
Dieser wurde unter Leitung von Professor Dawson Engler im Rahmen des Projektes Meta-Level Compilation (MC) auf Grundlage eines modifizierten GNU C Compiler (gcc), dem xgcc, entwickelt.
Da die Stanford University die Software nie offenlegte, kündigte Dan Carpenter am 1. Januar 2003 Smatch an, einen Nachbau des Stanford Checker auf Basis der Publikationen des MC-Projektes.

## Einsatz
Die Software wird unter anderem von Google Inc. verwendet und wurde bei zahlreichen Fehlerbehebungen am Linux-Kernel eingesetzt. Das Ministerium für Innere Sicherheit der Vereinigten Staaten hat 2006 in einem mit 1,24 Millionen US-Dollar geförderten dreijährigen Projekt zur Fehlerbehebung in Open-Source-Software einen Suchlauf über die Quelltexte von über 150 Freie-Software-Projekten in Auftrag gegeben, dessen Ergebnisse zur Behebung von über 6000 Fehlern und Sicherheitslücken in 53 Projekten führten.